# Gymnosiphon
Gymnosiphon es un género  de plantas  perteneciente a la familia Burmanniaceae. Está ampliamente distribuido por las regiones tropicales. Comprende 52 especies descritas y de estas, solo 27 aceptadas.

## Descripción
Son hierbas saprófitas; con rizoma ligeramente tuberoso; tallos mayormente no ramificados, blancos. Hojas escamiformes. Inflorescencia una cima bifurcada, cada cincino con 1–17 flores, flores erectas a péndulas, hipocrateriformes, pediceladas; tépalos caducos, dejando un tubo floral desnudo, tépalos exteriores 3-lobados, tépalos internos enteros y mucho más pequeños que los exteriores; anteras subsésiles, conectivo apendiculado; estigmas en forma de herradura con apéndices filiformes, ovario 1-locular. Cápsula erecta, coronada por la parte persistente del tubo floral, dehiscencia longitudinal, las valvas separándose desde la base hacia el ápice.

## Taxonomía
El género fue descrito por Carl Ludwig Blume y publicado en Enumeratio Plantarum Javae 1: 29. 1827. La especie tipo es: Gymnosiphon aphyllus Blume. 

## Especies aceptadas
A continuación se brinda un listado de las especies del género Gymnosiphon aceptadas hasta octubre de 2013, ordenadas alfabéticamente. Para cada una se indica el nombre binomial seguido del autor, abreviado según las convenciones y usos.
- Gymnosiphon affinis  J.J.Sm. (1909)
- Gymnosiphon afro-orientalis  Cheek (2009)
- Gymnosiphon aphyllus  Blume (1827) - especie tipo
- Gymnosiphon bekensis  Letouzey (1967)
- Gymnosiphon brachycephalus  Snelders & Maas (1981)
- Gymnosiphon breviflorus  Gleason (1929)
- Gymnosiphon capitatus  (Benth.) Urb. (1903)
- Gymnosiphon cymosus  (Benth.) Benth. & Hook.f. (1883)
- Gymnosiphon danguyanus  H.Perrier (1936)
- Gymnosiphon divaricatus  (Benth.) Benth. & Hook.f. (1883)
- Gymnosiphon fimbriatus  (Benth.) Urb. (1903)
- Gymnosiphon guianensis  Gleason (1929)
- Gymnosiphon longistylus  (Benth.) Hutch. (1936)
- Gymnosiphon marieae  Cheek (2008)
- Gymnosiphon minahassae  Schltr. (1912)
- Gymnosiphon minutus  Snelders & Maas (1981)
- Gymnosiphon neglectus  Jonker (1938)
- Gymnosiphon niveus  (Griseb.) Urb. (1903)
- Gymnosiphon okamotoi  Tuyama (1940)
- Gymnosiphon oliganthus  Schltr. (1912)
- Gymnosiphon panamensis  Jonker (1938)
- Gymnosiphon papuanus  Becc. (1878)
- Gymnosiphon pauciflorus  Schltr. (1912)
- Gymnosiphon recurvatus  Snelders & Maas (1981)
- Gymnosiphon sphaerocarpus  Urb. (1903)
- Gymnosiphon suaveolens  (H.Karst.) Urb. (1903)
- Gymnosiphon tenellus  (Benth.) Urb. (1903)
- Gymnosiphon usambaricus  Engl. (1894)